# The Ultimate Fighter: Undefeated Finale
The Ultimate Fighter: Undefeated Finale, noto anche come The Ultimate Fighter 27 Finale, è stato un evento di arti marziali miste tenuto dalla Ultimate Fighting Championship il 6 luglio 2018 al Palms Casino Resort di Paradise, negli Stati Uniti.

## Risultati
|                                   | Divisione              |                    |                 |                  | Metodo                                         | Round           | Tempo           | Premio          |
| Card Principale                   | Card Principale        | Card Principale    | Card Principale | Card Principale  | Card Principale                                | Card Principale | Card Principale | Card Principale |
| --------------------------------- | ---------------------- | ------------------ | --------------- | ---------------- | ---------------------------------------------- | --------------- | --------------- | --------------- |
|                                   | Pesi medi              | Israel Adesanya    | batte           | Brad Tavares     | Decisione unanime (49-46, 50-45, 50-45)        | 5               | 5:00            |                 |
|                                   | Pesi leggeri           | Mike Trizano       | batte           | Joe Giannetti    | Decisione non unanime (29-28, 28-29, 29-28)    | 3               | 5:00            |                 |
|                                   | Pesi piuma             | Brad Katona        | batte           | Jay Cucciniello  | Decisione unanime (30-26, 30-26, 30-26)        | 3               | 5:00            |                 |
|                                   | Pesi piuma             | Alex Caceres       | batte           | Martín Bravo     | Decisione non unanime (28-29, 29-28, 29-28)    | 3               | 5:00            |                 |
|                                   | Pesi mosca femminili   | Roxanne Modafferi  | batte           | Barb Honchak     | KO tecnico (gomitate)                          | 2               | 3:32            |                 |
|                                   | Catchweight (86,18 kg) | Alessio Di Chirico | batte           | Julian Marquez   | Decisione non unanime (29-28, 27-30, 29-28)    | 3               | 5:00            |                 |
| Card Preliminare (Fox Sports 1)   |                        |                    |                 |                  |                                                |                 |                 |                 |
|                                   | Pesi mosca femminili   | Montana De La Rosa | batte           | Rachael Ostovich | Sottomissione (rear-naked choke)               | 3               | 4:21            |                 |
|                                   | Pesi leggeri           | Luis Peña          | batte           | Richie Smullen   | Sottomissione (ghigliottina)                   | 1               | 3:32            |                 |
|                                   | Pesi leggeri           | John Gunther       | batte           | Allan Zuñiga     | Decisione di maggioranza (29-28, 29-28, 28-28) | 3               | 5:00            |                 |
|                                   | Pesi piuma             | Bryce Mitchell     | batte           | Tyler Diamond    | Decisione di maggioranza (29-28, 29-28, 28-28) | 3               | 5:00            |                 |
| Card Preliminare (UFC Fight Pass) |                        |                    |                 |                  |                                                |                 |                 |                 |
|                                   | Pesi piuma             | Steven Peterson    | batte           | Matt Bessette    | Decisione non unanime (29-28, 28-29, 29-28)    | 3               | 5:00            |                 |
|                                   | Pesi medi              | Gerald Meerschaert | batte           | Oskar Piechota   | Sottomissione tecnica (rear-naked choke)       | 2               | 4:55            |                 |

## Premi
I lottatori premiati ricevettero un bonus di 50.000 dollari.
Legenda:
- FOTN: Fight of the Night (vengono premiati entrambi gli atleti per il miglior incontro dell'evento)
- POTN: Performance of the Night (viene premiato il vincitore per la migliore performance dell'evento)